# Ресавская пещера
Ресавская пещера (серб. Ресавска пећина) — естественная пещера в восточной Сербии, в 20 км от города Деспотовац. Обнаружена в 1962 году, а десять лет позже открыта для посещения туристами.
Пещера имеет протяжённость 4,5 км, из чего 2830 м было подробно изучено. Кольцевой туристический маршрут имеет длину 800 м. Температура воздуха в пещере — 7 °C, а относительная влажность воздуха — 80-100 %.
Для посещения туристами пещера открыта весь год 10:00 до 17:00 часов (зимой) и с 8:00 до 18:30 (летом).